# クロフォード・F・サムス
クロフォード・F・サムス（Crawford F. Sams、1902年4月1日 - 1994年12月2日）は、米国陸軍軍医准将・元GHQ公衆衛生福祉局長。

## 略歴
- 1902年、イリノイ州セントルイス生まれ[2]
- 15歳の時、弁護士だった父が逝去。
- 16歳の時、少年兵として第一次世界大戦に参加。
- 1925年カリフォルニア大学理学部卒業[2]。1929年医学博士号取得[2]。
- 第二次世界大戦終戦の1945年から朝鮮戦争中の1951年まで、日本に赴任、連合国軍最高司令官総司令部（GHQ）公衆衛生福祉局長を務めた[2]。マッカーサーの解任ととも日本でのポストを下りた。
- 1952年 ダグラス・マッカーサーが、シカゴ共和党大会で、大統領候補の成否につながる演説をする。この演説の成功しだいでは、サムスも連邦政府内での地位に昇進する可能性が高かったが、演説の失敗により、その道は閉ざされた。
- 1955年 退役
- 1994年 骨折で入院。肺炎を併発し、12月に死亡。

(以上、参考文献の二至村の著作を参照)

## 日本での活動
戦災で荒廃しきっていた米軍占領下の日本で、マッカーサーは「我が輩は米と魚と野菜の貧しい日本人の食卓を、パンと肉とミルクの豊かな食卓に変えるためにやってきた」と豪語し、GHQ公衆衛生福祉局長のサムス准将は「太平洋戦争はパン食民族と米食民族との対決であったが、結論はパン食民族が優秀だということだった」と言い放ち、食糧難の時代の日本に絶大なる影響を及ぼした。
医薬分業を実現しようと試みた。1950年には分業に抵抗する日本医師会幹部の無責任ぶりを追及、林譲治厚生大臣に質問状として突き付けたほか、医師会に対し同質問状を配布 するなど、日本側に圧力をかけたが、上官のダグラス・マッカーサー解任に殉じて辞職することになった。彼の辞職後、日本医師会による巧妙な反対工作により、彼が提案した強制医薬分業法案は骨抜きにされた。
日本医師会元会長の武見太郎によると、1949年サムスが大佐の時に、武見に学生や囚人への人体実験を命令したことになっている が、サムス側によると、武見に会ったのは日本医師会副会長としての彼と会見した1950年が初めてであり、この武見発言は虚言であるという。この件について、訴訟や謝罪請求などの動きもあったが、駐日大使などの助言により最終的には不問に付すことになったという。
なお、竹前栄治の調査によって、1946年に、田宮猛雄、北岡正見、浜野規矩雄らがサムスに呼ばれ、医学生を実験台とした発疹チフス関連の人体実験を打診された、という北岡の記憶に基づく証言が出てきた。このとき、田宮による拒否を受けたサムスは、日本の法務省に「囚人たちの自由意志による承諾書があれば可能」との確認を取った上で、府中刑務所の軽犯罪受刑者のボランティアを被験者とした人体実験を行ったという。
サムスは、医薬分業に関しての武見の意見書を見て、その文面（“搾取”“資本家”“社会化”などの左翼用語を多用していた）から彼を共産主義者だと断定したという。その後、日本医師会の副会長の座を会長の田宮猛雄の座とともに、不信任とする意向を厚生省に伝え、武見らもこれを受けて辞任したが、サムス帰国後に両者は元の役職に返り咲いた。
後年、GHQ占領政策研究の世界的第一人者である西鋭夫教授は「焼け野原の日本において何万人もの命を救ったと言っても過言ではありません。フーヴァー研究所に眠っていた史料を解読するうちに、その意志の強靭さにも驚かされました。食糧政策や感染症対策で日本復興に貢献した男です。彼がいなければ、日本の復興はずっと遅れ、飢餓と伝染病にまみれた地獄のような毎日が続いていたはずです。彼が戦後日本で行った伝染病対策は非常に素晴らしかった。それは、日本政府の感染症対策よりもはるかに優れていました…」と、彼の人間性と功績を絶賛している。

## 著作
- 竹前栄治・編訳『DDT革命 占領期の医療福祉政策を回想する』岩波書店、1986年8月
- Medic : the mission of an American military doctor in occupied Japan and wartorn Korea   , edited with an introduction and notes by Zabelle Zakarian, M.E. Sharpe , c1998 , An East gate book
- 竹前栄治・編訳『GHQサムス准将の改革 : 戦後日本の医療福祉政策の原点』桐書房、2007年11月